# 井上俊之
井上 俊之（いのうえ としゆき、1961年7月20日 - ）は、日本のアニメーター、キャラクターデザイナー。スタジオジブリ所属。大阪府出身。スタジオジュニオを経て、フリーのアニメーターとして主に劇場作品の原画、作画監督として活動。日本アニメーター・演出協会（JAniCA）元理事（2014年から2016年までは代表理事）。

## 人物
映画『AKIRA』の冒頭、鉄男のバイクシーン、映画『GHOST IN THE SHELL / 攻殻機動隊』の冒頭、草薙素子がビルからダイブするシーン、映画『魔女の宅急便』の序盤、キキがほうきに乗ってカモメたちと空を飛ぶシーン、後半、トンボがプロペラ付自転車を乗り出すシーン、映画『人狼 JIN-ROH』での群集の暴動シーン、映画『おおかみこどもの雨と雪』の雨、雪、母親の花が雪山で遊ぶシーンなど、その作品の顔となるカットを数多く手掛ける日本を代表する実力派アニメーター。 
原恵一監督からは「日本アニメ界の宝」「上手いだけじゃなくて早い」「この人がいないと日本のアニメは成り立たない」と言われ、押井守監督からは「演出家要らず」「パーフェクトなアニメーター」「井上俊之が5人いればアニメ映画はできちゃうんだよ」との評価を受ける。
作画監督をあまり引き受けない理由について、自分には「こう描きたい」という欲求があまりないからと答えている。キャラクターデザイナーや作画監督になるよりも、人間の動作を忠実に再現したリアルな芝居を描く事を目標に、1人の原画マンとして動きの表現を追究していきたいと考えている。またアニメは色々な画を描かなくてはならないので、何かの色に染まってはいけないと考え、最初の頃はあまり顔は描かないようにしていて、その後も顔を描きたいという欲求はない。また、後進に対する指導にも力を注いでいる。
「カリスマ・アニメーター」と呼ばれることについて、本人はやめて欲しいと語っている。
理事として加わった日本アニメーター・演出協会では、アニメーターの労働組合を目指した創設者の芦田豊雄の路線に批判的で、文化庁などの公共事業を受注してアニメ業界を発展させたい桶田大介弁護士とともに、芦田を排除して現在のJAniCAの体制を作ることに尽力した。

## 経歴
高校生の頃に宮崎駿が監督したテレビアニメ『未来少年コナン』（1978年）を見たことがきっかけでアニメーターを目指すようになる。ちょうど同じ頃に創刊されたアニメ雑誌「アニメージュ」で『コナン』を作っていたアニメーターたちの名前や彼らの参加した仕事を知り、急速に傾倒していく。そして雑誌に載っていた名前と作品を見比べて追いかけるべき人を限定していった。そうして決まったアニメーターには大塚康生をはじめ、 宮崎駿、森やすじ、小松原一男、金田伊功、友永和秀がいた。
高校卒業後、大塚、宮崎の在籍したテレコム・アニメーションフィルムの入社試験を受けるが不合格となり、大阪デザイナー学院（現・大阪デザイナー専門学校）へ入学。その頃、なかむらたかしを知り、それまでに観た事のないアニメーションに衝撃を受ける。
卒業後、アニメ制作会社スタジオジュニオへ入社。1983年の『ストップ!! ひばりくん!』で原画デビュー。1984年の『Gu-Guガンモ』で頭角を現し、業界内の注目を集める。1988年の映画『AKIRA』で初めて会社以外の仕事に参加する。
2001年頃、Production I.Gで若手アニメーターを指導する「井上塾」を主宰。
2007年、『電脳コイル』で総作画監督を務めた。
劇場アニメ『さよならの朝に約束の花をかざろう』や『地球外少年少女』でメインアニメーターを務める。
2021年から宮崎駿の新作『君たちはどう生きるか』に原画担当として参加。たくさんの扉がある通路から現実世界への扉が開き、出てきたインコと勝一が戦うシーンなどを担当している。
2023年現在、スタジオジブリ所属。2024年に『井上俊之の作画遊蕩』（対談集、KADOKAWA、電子書籍も）を出版。

## 参加作品

### テレビアニメ
- ストップ!! ひばりくん!（1983-1984年）原画（27話、32話）、動画
- 伊賀野カバ丸（1983-1984年）原画
- Gu-Guガンモ（1984-1985年）キャラクターデザイン、作画監督（7話、21話、26話、33話、39話、45話）、原画（1話、7話、15話、21話、26話、33話）
- 悪魔島のプリンス 三つ目がとおる（1985年）原画
- ゲゲゲの鬼太郎（1985-1988年）原画（4話、12話、26話）
- それいけ!アンパンマン（1988-）原画（1話）
- セイバーマリオネットJ（1996-1997年）OP原画
- スーパードール★リカちゃん（1998-1999年）OP1作画
- ワイルドアームズ トワイライトヴェノム（1999-2000年）OP原画
- メダロット（1999-2000年）OP原画、原画（5話、47話、48話、52話）
- 攻殻機動隊 STAND ALONE COMPLEX（2002年）原画（3話）
- まほろまていっく〜もっと美しいもの〜（2002-2003年）原画（1話）
- この醜くも美しい世界（2004年）原画（1話）
- 妄想代理人（2004年）エフェクト作画監督（13話）、作画監督協力（8話）、原画（1話、8話、13話）、作画（9話（IQ、TKO））
- 巌窟王（2004-2005年）原画（2話、12話）
- 攻殻機動隊 S.A.C. 2nd GIG（2004-2005年）原画（4話、7話、18話）
- お伽草子（2004-2005年）OP1原画
- 電脳コイル（2007年）作画チーフ/総作画監督、作画監督（11話、14話、16話、17話、21話、26話）、原画（OP、1話、2話、4話、5話、9話、11話、14話、16話、17話、18話、20話、21話、24話、26話）
- うさぎドロップ（2011年）原画（9話）
- 有頂天家族（2013年）作画監督（3話）、原画（3話、12話）
- SHIROBAKO（2014年）原画（12話）
- ハイキュー!!（2014年）原画（25話）

### 劇場アニメ
- Dr.スランプ アラレちゃん ほよよ!世界一周大レース（1983年）動画
- Gu-Guガンモ（1985年）作画監督
- はだしのゲン2（1986年）原画
- チロヌップのきつね（1987年）原画
- ゴキブリたちの黄昏（1987年） 原画
- 王立宇宙軍 オネアミスの翼（1987年）原画
- AKIRA（1988年）原画
- 魔女の宅急便（1989年）原画
- とべ!くじらのピーク（1991年）作画監督補、原画
- おもひでぽろぽろ（1991年）作画
- 老人Z（1991年）原画
- 走れメロス（1992年）原画
- マクロス7 銀河がオレを呼んでいる!（1995年）原画
- GHOST IN THE SHELL / 攻殻機動隊（1995年）原画
- MEMORIES 彼女の想いで（1995年）キャラクターデザイン、作画監督
- MEMORIES 大砲の街（1995年）原画
- 人狼 JIN-ROH（2000年）副作画監督、レイアウトチェック、原画
- BLOOD THE LAST VAMPIRE（2000年）作画監督協力、原画
- 千年女優（2001年）作画監督、原画
- パルムの樹（2002年）キャラクターデザイン、原画、
- 東京ゴッドファーザーズ（2003年）作画監督、原画
- スチームボーイ（2004年）原画
- イノセンス（2004年）原画
- 映画犬夜叉 紅蓮の蓬莱島（2004年）原画
- パプリカ（2006年）作画監督補佐、原画
- スカイ・クロラ The Sky Crawlers（2008年）原画
- 鋼の錬金術師 嘆きの丘の聖なる星（2011年）作画監督補佐
- ももへの手紙（2012年）副作画監督、原画
- おおかみこどもの雨と雪（2012年）原画
- ヱヴァンゲリヲン新劇場版:Q（2012年）作画監督、原画
- ジョバンニの島（2014年）原画
- 百日紅 〜Miss HOKUSAI〜（2015年）原画
- バケモノの子（2015年）原画
- ひるね姫 〜知らないワタシの物語〜（2017年）原画
- さよならの朝に約束の花をかざろう（2018年）メインアニメーター、サブキャラクターデザイン、作画監督補佐、原画
- シン・エヴァンゲリオン劇場版（2021）原画
- 地球外少年少女（2022年）メインアニメーター・総作画監督・作画監督・原画
- 鹿の王（2022）　チーフアニメーター・作画監督補佐（共同）
- THE FIRST SLAM DUNK（2022）原画
- かがみの孤城（2022）原画
- 君たちはどう生きるか（2023）原画
- ルックバック (2024)

### OVA
- くりいむレモン PART4 POPCHASER（1985年）原画（某、井上俊之名義）
- ドリームハンター麗夢（1985年）原画 ※ノークレジット
- ロードス島戦記（1990年）原画（1話）、オープニングアニメーション
- 忍者龍剣伝（1991年）原画
- 3×3 EYES 〜聖魔伝説〜（1995年）原画
- 青の6号（1999-2000年）作画監督（4話）、原画（4話）

### ゲーム
- タイムギャル（1985年）原画
- 攻殻機動隊 GHOST IN THE SHELL（1997年）原画
- テイルズ オブ エターニア（2000年）OP原画
- ワイルドアームズ アドヴァンスドサード（2002年）OP原画

### パイロットフィルム
- The 2 Queens 二人の女王[注 5] （2013） 作画監督、原画